# Southern Christian Leadership Conference

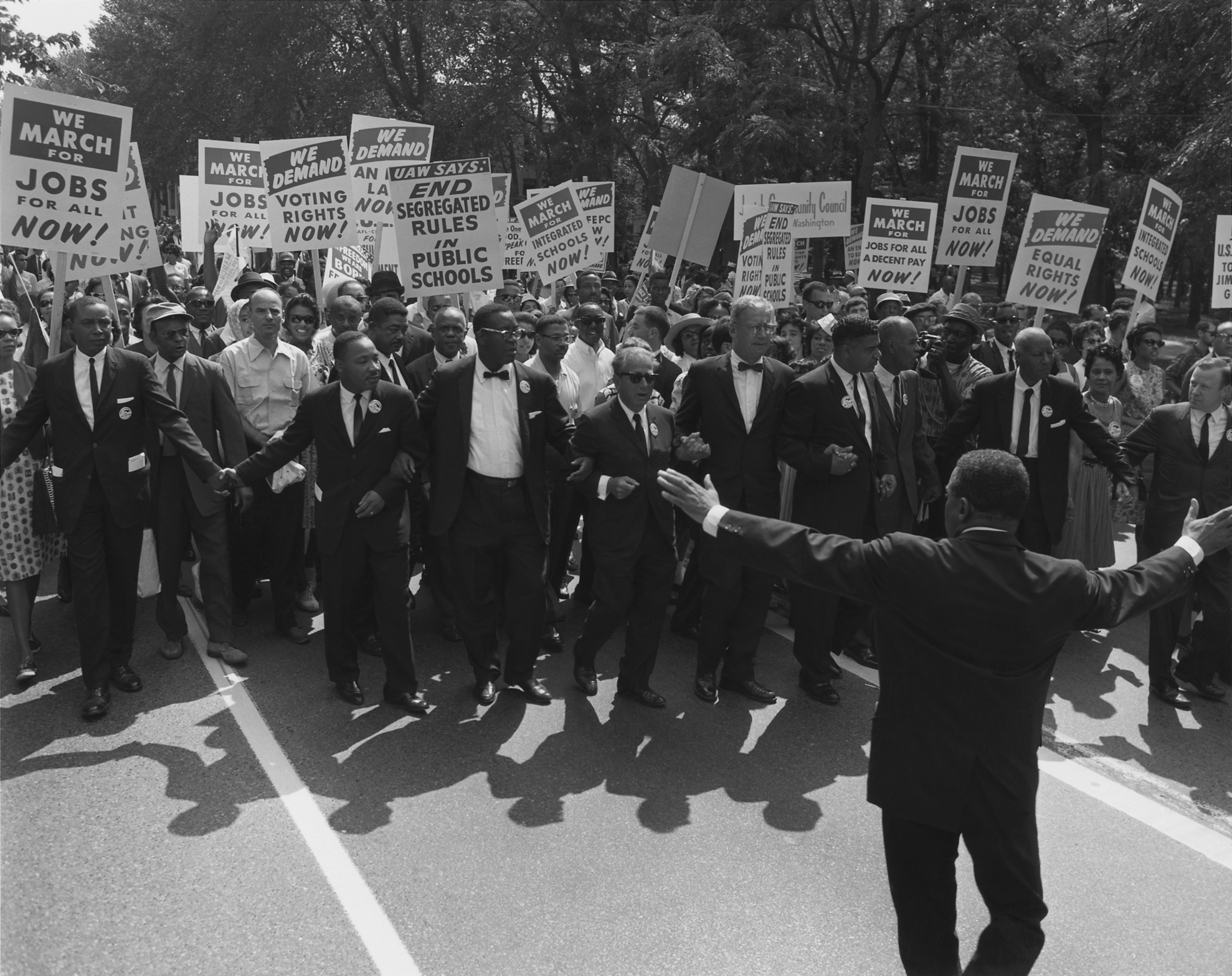
Martin Luther King Jr. på marchen till Washington

Southern Christian Leadership Conference (SCLC) är en afroamerikansk organisation som jobbar för medborgerliga rättigheter baserad i Atlanta, Georgia.  
SCLC är nära förknippad med sin första ordförande, Martin Luther King Jr., och hans roll i den amerikanska medborgarrättsrörelsen. 

## Verksamhet
SCLC arbetade sedan sitt grundande 1957 med lokala rörelser för att samordna massprotestkampanjer och röstregistreringskampanjer över hela södern, framför allt i Albany i Georgia, marchen Birmingham och marcherna i Selma i Alabama och St. Augustine i Florida. Organisationen spelade också en stor roll i  Marschen till Washington för arbete och frihet den 28 augusti 1963, där King höll sitt "I Have a Dream"-tal på trappan till Lincolnmonumentet.
Från 1954 organiserade SCLC medborgarskapsskolor, där vuxna lärde sig läsa så att de skulle ha rätt att rösta, ta körkort, med mera. Så småningom undervisade närmare 69 000 lärare, de flesta av dem oavlönade volontärer och många med liten formell utbildning, i medborgarskapsskolor i hela södern. Många av medborgarrättsrörelsens vuxna ledare som Fannie Lou Hamer och Victoria Gray, och hundratals andra lokala ledare i svarta samhällen över hela södern, gick och undervisade i medborgarskapsskolor. 
SCLC:s arbete lade grunden för antagandet av Civil Rights Act från 1964 och Voting Rights Act från 1965. 

## Relationer med andra organisationer
På grund av sitt engagemang för direkt aktion, civil olydnad och mobilisering av massdeltagande i bojkotter och marscher, ansågs SCLC vara mer "radikal" än den äldre organisationen National Association for the Advancement of Colored People, som arbetade mer med juridiska mål, lobbying för nya lagar och utbildningskampanjer utförda av professionella. Samtidigt ansågs SCLC i allmänhet vara mindre radikalt än Congress of Racial Equality (CORE) eller Student Nonviolent Coordinating Committee (SNCC).
Till viss del under perioden 1960–1964 hade SCLC ett mentorskapsförhållande med SNCC innan SNCC började gå bort från ickevåld och integration i slutet av 1960-talet. Med tiden tog SCLC och SNCC olika strategiska vägar, där SCLC fokuserade på storskaliga kampanjer som Birmingham och Selma för att ändra nationell lagstiftning, och SNCC fokuserade på samhällsorganisering för att bygga politisk makt på lokal nivå